# Deng Zaijun
 (juin 2024).
Si vous disposez d'ouvrages ou d'articles de référence ou si vous connaissez des sites web de qualité traitant du thème abordé ici, merci de compléter l'article en donnant les références utiles à sa vérifiabilité et en les liant à la section « Notes et références ».
Deng Zaijun (邓在军), née le 1er janvier 1937 à Rongchang, une subdivision de la municipalité de Chongqing en Chine, réalisatrice chinoise, fut un pionnier de la télévision chinoise. 
Membre du Parti Communiste chinois, directrice principale de la station de télévision centrale, membre de la fédération des œuvres littéraires et cercles artistiques, conseil de la commission des artistes de télévision chinoise, membre de l’association des musiciens chinois, membre de l’association des danseurs chinois, membre de l’association des cinéastes chinois. Professeur cumulé de l’Université Normale de Pékin et l’Université Jiaotong de Shanghai. 

## Biographie

### Vie familiale
Deng Zaijun naît à Rongchang où elle passe son enfance dans une famille d’ouvriers. Elle fréquente l’école primaire Chonghuan entre 1944 et 1949, et dès 13 ans, après son certificat d’études, elle quitte l’école à l’insu de ses parents pour rejoindre les troupes qui exterminent les bandits de son village. Elle devient la plus jeune femme soldat dans l’équipe de propagande de l'Armée populaire de libération. Après l’éclatement de la guerre de Corée, Deng Zaijun reçoit l’ordre de l’armée de rester dans l’équipe de propagande de la région militaire du sud-ouest à cause de son jeune âge. Pendant ses 10 ans de service militaire, elle accomplit une multitude de rôles : danseuse, chanteuse, ainsi créatrice du théâtre. Cette importante expérience pratique lui offre une connaissance générale dans l’ensemble de la branche artistique, et l’aide également pour la compréhension de cours théoriques de l'Institut de théâtre de Shanghai plus tard. À partir de  juillet 1959, Deng Zaijun entre à la Télévision centrale de la Chine (CCTV) comme militaire démobilisée. Elle s’est engagée successivement en tant que speakerine, ingénieur du son et responsable de direction artistique. Jusqu’à aujourd’hui, elle a 40 ans de carrière dans le domaine audiovisuel. Deng Zaijun fut l’un des précurseurs à travailler sur la télévision de la nouvelle Chine.
En 1958, Deng Zaijun se marie avec Zhou Erjun, un lieutenant général et ancien directeur du département politique de l’Université de Défense Nationale. Il est aussi le neveu de Zhou Enlai qui est le premier Premier ministre de la République populaire de la Chine. Mais le couple dissimule cette relation de consanguinité avant la mort de Zhou Enlai, notamment pendant la période de la grande révolution culturelle. Leur mariage permet à Deng Zaijun d’avoir 3 filles et 1 fils, dont les 3 suivent les pas de leur mère dans le domaine audiovisuel.

### Carrière Professionnelle
Après plus de 10 ans de service militaire, Deng Zaijun entre à la Télévision centrale de la Chine en juillet 1959. En tant que nouvelle personne de ce métier, elle apprend toutes les techniques professionnelles dès le début. Grâce à ses efforts, elle devient rapidement avec les trois autres réalisateurs Yang jie, Wang Fulin, Huang Yihe, les 4 principaux réalisateurs de la télévision chinoise avant la grande révolution culturelle. 

#### Années 1960 --- Années 1970
Deng Zaijun réalise un certain nombre d’émissions télévisées consacrées aux activités récréatives, telles que la grande comédie musicale d’épopée L'Orient est rouge ou les pièces adaptées La Fille aux cheveux blancs (La Fille aux cheveux blancs), Bao Lian Deng, Le Lac des cygnes, La Traviata, et La Tour de Chant de la Longue Marche. Ces émissions sont plébiscitées par le peuple et connaissent un grand succès national.

#### Années 1980
Deng Zaijun décide de mettre en scène des poèmes de Mao Zedong en utilisant des procédés théâtraux par le chant et la danse. Elle enchaîne avec son premier téléfilm documentaire qui présente le beau paysage du mont Huangshan. 
Pendant ces années, Deng Zaijun assume encore les fonctions d’organisatrice de plusieurs grands galas. En 1989, elle accepte la mission d’organiser la grande soirée intitulée Je t’aime, la Chine à l’occasion du 40e anniversaire de la fête nationale sur la place Tian'anmen. Elle utilise le traitement de caméra en grue en accompagnant des images du Grand Hall du Peuple (Great Hall of the People) et l’emblème national en arrière-plan afin de créer une ambiance émouvante. Pour renforcer le sentiment patriotique, elle décide de commencer par la cérémonie du lever du drapeau et l’hymne national. L’apothéose de la soirée est placée à la fin. Deng Zaijun demande à 2000 lycéens d’allumer leurs torches électriques pour tracer la carte chinoise. La caméra aérienne montre cette image sur fond noir et les deux grands fleuves fleuve Jaune et Yangzi Jiang dominés par la lumière jaune impétueuse. À la fin, la lumière du fleuve reconstruit la phrase Je t’aime, la Chine qui permet à la foi de faire l’écho du thème de la fête et de conduire la soirée vers l’apogée. C’est la première fois dans l’histoire de la télévision de la nouvelle Chine que l’on diffuse une telle grande soirée en direct. Elle éveille la résonance et l’amour profond du téléspectateur pour son pays. La réussite de cette émission signifie la pleine maturité au niveau de la technique et de l’organisation chinoises sur le grand gala thématique.
Deng Zaijun réalise quatre galas de nouvelle année de CCTV(CCTV New Year's Gala), donc 1980, 1983, 1987, 1988. Elle lance successivement une avalanche de programmes tels que Xiangsheng : Cinq officiels se disputent l’honneur, L’avulsion dentaire, chansons : Le flamboiement dans l’hiver, Le nuage de du pays natal, etc. Elle forme aussi une série de stars comme Fei Xiang, Wei Wei, Mao Amin, Niu Qun, etc.

#### Années 1990
En 1990, les 10e Jeux asiatiques se tiennent à Pékin.  Deng Zaijun est la réalisatrice générale de la retransmission des cérémonies d’ouverture et de clôture. Elle réalise également un grand gala La nuit avant les Jeux asiatiques entre-temps. 
L’innovation et le raffinement sont toujours l’objectif artistique de Deng Zaujun. Pendant 40 années de sa carrière télévisuelle, elle réalise plus d’un millier d’émissions de télévision et gagne ainsi une réputation favorable. Deng Zaijun crée plusieurs premières dans l’histoire de la télévision chinoise. Elle réalise pour la première fois un plan aérien sur l’axe central de la capitale ; Son programme Vive le Week-end est la première émission de variétés de CCTV ; Son autre programme Navette d’or et navette argentine propose une nouvelle forme de danse en chantant sur le plateau de télévision ; Le grand gala La nuit avant les Jeux asiatiques présente pour la première fois l’art d’esplanade de masse chinoise en utilisant une arène nautique au cours d’une émission télévisée.
Deng Zaijun est un personnage emblématique de la télévision chinoise. Elle est la première femme présentatrice et réalisatrice de la télévision. Comme les autres réalisateurs de la première génération de télé réalisateur chinoise, elle accumule les expériences et apprend les techniques dans la pratique afin de jeter une base sur le développement de la télévision chinoise. Les réalisations de Deng Zaijun se caractérisent par un goût pour son époque, une prédilection pour la production de grand spectacle, une mise en scène spectaculaire de galas, une utilisation subtile des éclairages contrastes, une maîtrise des mouvements de caméra, une longueur de plan et une variété d’échelle de plan en gradation. L’ensemble de ses œuvres contient la thématique de sa génération : chanter les louanges du communisme et en particulier du maoïsme. Le rouge est la couleur principale de ses réalisations, qui traduit à la fois la joie du peuple après la libération et l’espoir d’un bel avenir. Tous ses procédés filmiques et ses choix de mise en scène consistent à produire ce sentiment fort chez les spectateurs en construisant une atmosphère émouvante. Deng Zaijun et ses réalisations représentent une époque spéciale de la Chine, une époque ardente, fougueuse et unique. 

## Principales réalisations
- 1964
  - L'Orient est rouge  (comédie musicale)
- 1965
  - La Fille aux cheveux blancs (ballet contemporain)
- 1969
  - Bao Lian Deng   (téléfilm)
- 1973
  - La Tour de Chant de la Longue Marche    (comédie musicale)
- 1979
  - Le Gala de Nouvelle Année de CCTV
- 1980
  - Le Gala de Nouvelle Année de CCTV
- 1983
  - Le Gala de Nouvelle Année de CCTV
- 1985
  - Les Poèmes de Mao Zedong   (épisode)
- 1987
  - Le Gala de Nouvelle Année de CCTV
- 1988
  - Huang Shan            (téléfilm)
- 1988
  - Le Gala de Nouvelle Année de CCTV
- 1989
  - Je t’aime, la Chine
- 1990
  - La nuit avant les Jeux asiatiques
- 1990
  - Les cérémonies d’ouverture et de clôture des 10e Jeux asiatiques
- 1993
  - Zi Gu Hua Shan        (téléfilm)
- 1997
  - 100 années Enlai      (épisode biographique)

## Récompenses
- 1979
  - Grande Prix de l’Administration d'État de la radio, du film et de télévision

- 1982
  - Prix Star Nationale

- 1983
  - Prix le Meilleur Réalisateur de CCTV

- 1993
  - Prix de la Médaille internationale pour “ses contributions remarquables dans le domaine des émissions artistiques télévisuelles”, conféré par le Centre Biographique International de Cambridge (International Biographical Centre of Cambridge)

- 05,1998
  - Prix de Les Meilleurs Artistes chinois par l’association de télé artistes chinoise

- 12,1998
  - Prix du Faucon d’Or pour 100 années Enlai